# Lubb ibn Mussa
Lubb ibn Mussa al-Qassawí ibn Mussa ibn Furtun ibn Qassi ibn Furtun (árabe: لب بن موسى القسوي بن موسى بن فرتون بن قاسي بن فرتون) (al-Ándalus, 820 - Cameros, 875), también llamado Lope ibn Mussa, fue un notable andalusí del linaje de los Banu Qasi y que ejerció de valí de Toledo.

## Biografía

### Linaje
Su nombre es adaptación árabe de Lope. Era hijo de Musa ibn Musa, valí de Tudela, cuya familia dominaba el valle medio del Ebro desde antes incluso de la invasión islámica, y de la princesa vascona Asona Énnega, hija del rey de Pamplona Íñigo Arista. Lubb se casó con la esclava Àjab al-Balatiyya, que le entregó el emir Abderramán II, y tuvieron tres hijos: Muhammad ibn Lubb, Issa ibn Lubb y Mutàrrif ibn Lubb.

### Entre musulmanes y cristianos
El emir de Córdoba, Abderramán II, envió al general Harit ibn Bazi a la frontera del actual Aragón, a sofocar la revuelta del valí de Tudela, Musa ibn Musa, en el 842. El ejército del emirato ocupó Borja y tomó prisionero a Lubb, que se había hecho fuerte en aquel lugar. Se lo envió a Córdoba, donde permaneció cautivo hasta finales del 844. En aquel año, los normandos asolaron las costas atlánticas de Al-Ándalus, y el emir ordenó a Lubb encabezar un ejército para enfrentarse a los asaltantes. Lubb regresó victorioso poco después a Córdoba, con lo que ganó su libertad y una esclava, Àjab al-Balatiyya, con la que tuvo su descendencia. En 845, su padre volvió a rebelarse contra el emir, y al llegar el ejército cordobés a los dominios de los Banu Qasi, Lubb traicionó a su padre y engrosó las filas del emir junto con su tío Galí Íñigo, hijo de Íñigo Arista.
Parece que Lubb ejerció de mediador entre su padre y el emir, y que logró reconciliarlos. Así en el 859, Lubb recibió el valiato de Toledo, pero tras la derrota mora en Clavijo, prefirió ponerse al servicio de Ordoño I, alianza que continuó con su sucesor Alfonso III. Como vasallo de los cristianos, participó en varias razzias en territorio musulmán. En una de ellas, logró apresar al potentado Ibn Hamza, canjeándolo por sus hermanos Mutarrif y Fortún, presos en Córdoba desde 860.

### Sublevación contra Córdoba
En 871 se sublevó desde su feudo de Arnedo contra el emir de Córdoba junto con sus hermanos, y ocupó los territorios antaño en poder de su padre. Así, Lubb e Ismail ocuparon Saraqusta; Mutárrif ocupó Huesca y Fortún ocupó Tudela. El emir Mohámed I encabezó una expedición para intentar acabar con la rebelión. 
Primero, entraron en Toledo y, posteriormente, llegaron a Saraqusta. El hijo de Lubb, Muhammad bin Lubb, defendió la ciudad y el emir decidió partir hacia Huesca. Al llegar el emir a la ciudad, supo que Amrús ibn Umar, leal al emirato cordobés, se había hecho con Mutarrif. Posteriormente, marchó hacia Egea y saqueó los alrededores de Pamplona. Cuando llegó de vuelta a Córdoba, el emir ordenó crucificar a Mutarrif ibn Musa y a sus hijos Muhammad, Mussa y Lubb. El resto de hijos de Musa II comenzaron a enemistarse, hasta el punto que Furtún e Ismail atacaron a Lubb en Arnedo y lograron recluirlo en la fortaleza de Viguera.

### Muerte
El 27 de abril de 875, Lubb salió a cazar ciervos, y se adentró en un bosque espeso. Uno de sus brazos se quedó enganchado en las ramas de un gran árbol, desgarrándose. Moriría desangrado en aquel enclave.